# Robert Belfour

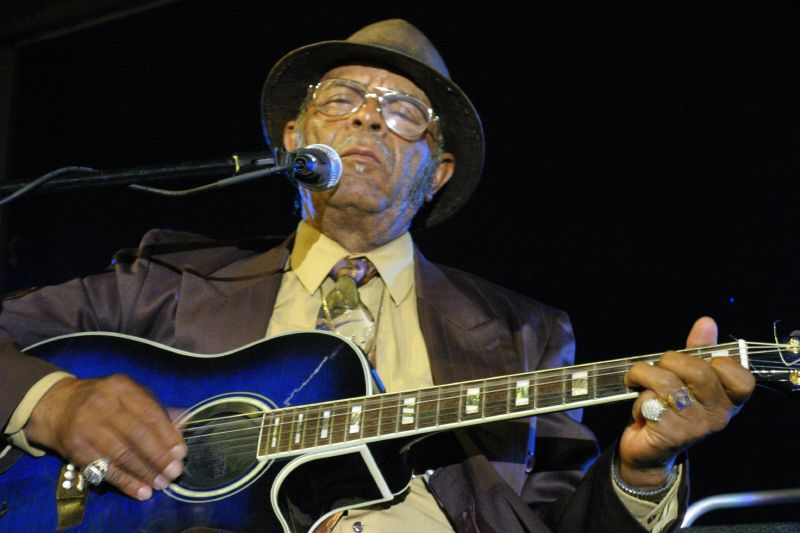
Robert Belfour (2007)

Robert „Wolfman“ Belfour (* 11. September 1940 in Red Banks, Mississippi, USA; † 24. Februar 2015 in Memphis, Tennessee, USA) war ein US-amerikanischer Bluesmusiker (Gitarre, Gesang).

## Biografie
Belfour wurde 1940 in Red Banks (Mississippi) geboren. Schon als Kind brachte ihm sein Vater, ein Sharecropper, das Gitarrenspiel bei, und er lernte von Musikern aus der Gegend wie Othar Turner, Sid Hemphill, R. L. Burnside und Junior Kimbrough. Insbesondere Kimbrough hatte einen starken Einfluss auf ihn. Seine Musik war im Gegensatz zum Delta Blues in den Traditionen des Mississippi Hill Country verwurzelt.
Als Belfour dreizehn Jahre alt war, starb sein Vater, und die Musik beschränkte sich auf seine Freizeit, da er seiner Mutter beim Unterhalt der Familie helfen musste. 1959 heiratete er und zog nach Memphis (Tennessee), wo er die nächsten Jahrzehnte seinen Lebensunterhalt als Bauarbeiter verdiente.
In den 1980er Jahren begann Belfour in der Beale Street zu spielen. Acht seiner Songs sind auf dem Kompilationsalbum The Spirit Lives On: Deep South Country Blues and Spirituals in the 1990s des Musikwissenschaftlers David Evans enthalten, das 1994 beim deutschen Label Hot Fox erschien. Dies führte Belfour zu Fat Possum Records, wo er sein erstes Album What’s Wrong with You aufnahm, das im Jahr 2000 erschien. Das Album Pushin’ My Luck folgte 2003, und 2013 erschien das Album Wolfman – Live at Blues Rules.
Robert Belfour starb am 24. Februar 2015 im Alter von 74 Jahren in Memphis (Tennessee).